# Cathach von St. Columba
Das Cathach von St. Columba (irisch Cathach Cholm Cille, englisch Cathach of Colm Cille, oder nur Cathach, irisch: Kämpfer, Krieger) ist ein irischer Psalter aus dem 6. Jahrhundert. Es ist das älteste noch vorhandene Manuskript Irlands und der zweitälteste Psalter in lateinischer Sprache weltweit.

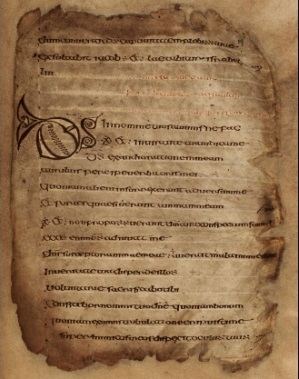
Folio 19 recto des Cathach

## Inhalt
Das Manuskript bzw. Buch enthielt die Psalmen der Bibel. Allerdings sind von den einstmals 110 Pergamentblättern nur noch 58 vorhanden. Die vorhandenen Blätter umfassen die in Latein verfassten Psalmen XXX bis CV des Psalterium Gallicanum, entsprechend der späteren Vulgata Clementina. Sie haben einleitende oder kommentierende Einträge.

## Entstehung
Das Cathach wird dem irischen Heiligen Columban (oder Colm Cille) zugeschrieben. Columban starb 597. Das Manuskript kann dem mittleren bis späten 6. Jahrhundert zugeordnet werden. Der Erzählung nach ist die Entstehung mit einem Urheberstreit verbunden. So beschwerte sich der Heilige Finnian von Movilla beim Hochkönig Diarmait mac Cerbaill, dass sein Schüler Columban den Psalter kopiert hätte. Der Hochkönig entschied zugunsten Finnians (englisch wird dem Urteilsspruch der Inhalt gegeben: To every cow its calf, to every book its copy)
Columban verfluchte wegen des Urteilsspruchs den Hochkönig. Wegen des Fluchs soll es zur Schlacht von Cúl Dreimhne 561 zwischen Columbans Sippe, aus der auch die O’Donnells hervorgingen, und dem Hochkönig gekommen sein.
Nach heutigen Kenntnissen ist die Legende aber zu Beginn des 16. Jahrhunderts durch den Biographen Manus O’Donnell in die Welt gesetzt worden. Der angebliche Urheberrechtsstreit scheint eher dem Zeitgeist des 16. Jahrhunderts zu entstammen.

## Schicksal
Eigentümer des Cathachs und der Lade (Cumdach) waren die O’Donnells bis in das späte Mittelalter. Verwahrt wurden beide von der Familie Mac Robhartaigh im Kloster Ballymagroarty (County Donegal).
1691 wurde der Cathach mitsamt der Lade in Folge des Vertrags von Limerick von Colonel Daniel O’Donnell of Ramelton
(1665–1735) über Paris in ein belgisches Kloster verbracht und dort aufbewahrt, ohne dass die Lade geöffnet wurde. Zurückgebracht wurde die Lade mit dem Cathach 1802 oder 1813 von Capel Molyneux und an Sir Neal O’Donel of Newport übergeben. 1813 wurde die Lade wiederentdeckt und von Sir William Betham geöffnet. 1843 gab Sir Richard O’Donel sowohl Cathach als auch Cumdach an die Royal Irish Academy. Der Psalter war in einem erbärmlichen Zustand. Erst 1982 wurde eine Restaurierung versucht. Dennoch blieb der Zustand schlecht.
Heute befinden sich die Pergamentseiten in der Royal Irish Academy mit der Archivnummer RIA MS 12 R 33.

## Das Cumdach des Cathach

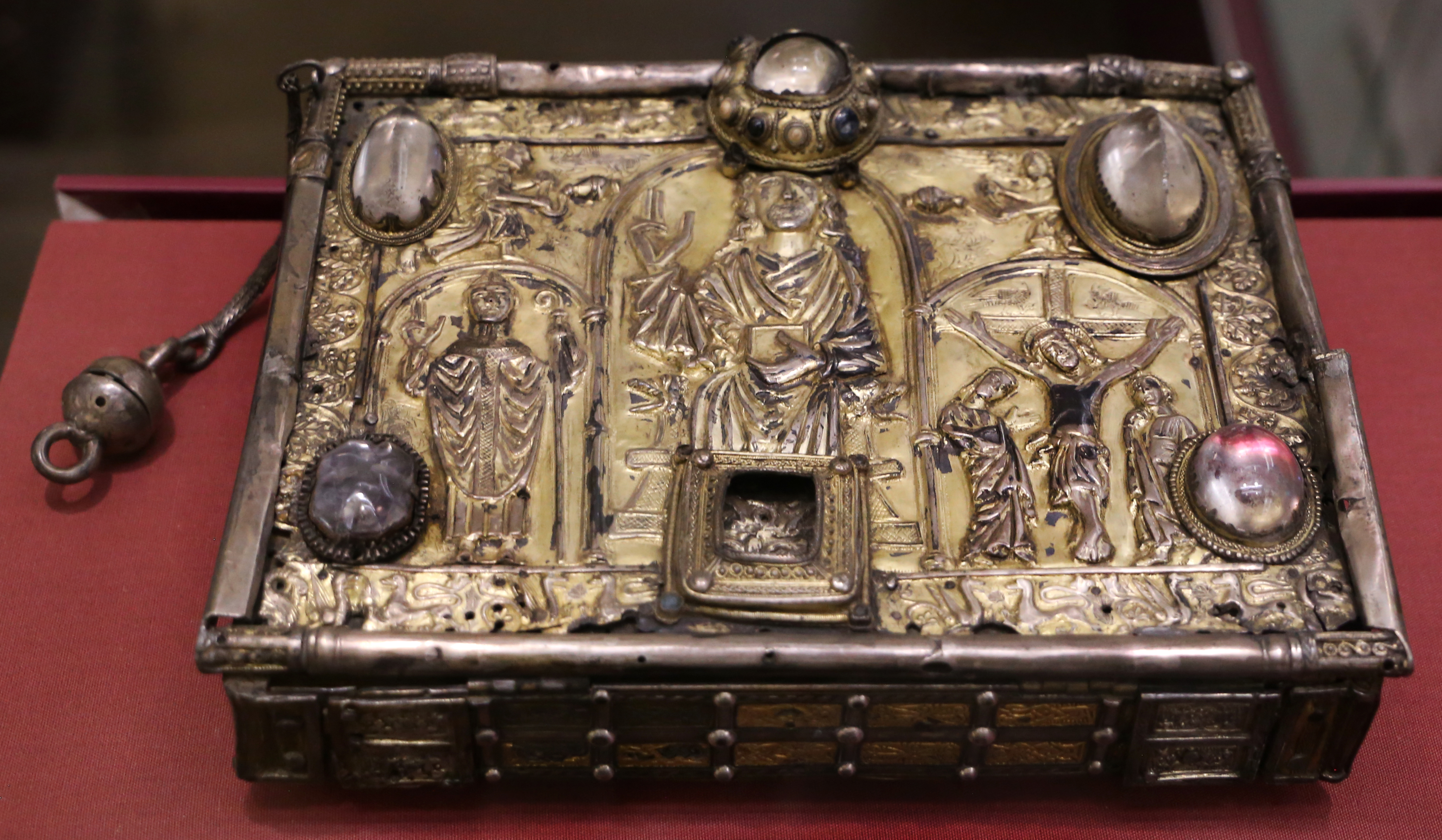
Der Cumdach des Cathach von St. Columba

Die Aufbewahrungskiste oder Lade (irisch: Cumdach), eine von der Familie O’Donnell in Auftrag gegebene Metallkiste, wurde im 11./12. Jahrhundert gefertigt. Der innere Behälter wurde auf Veranlassung von Cathbar O’Donnell durch Sitric of Kells gefertigt – in einer Zeit zwischen 1062 und 1098 (vermutet wird 1084). Die Inschrift lautet (ins Englische übersetzt): A prayer for Cathbarr Ua Domnaill who had this shrine made and for Sitric son of Mac Aeda who made [it] and for Domnall Mac Robartaig, coarb of Kells, by whom it was made. Das äußere Behältnis entstand im 14. Jahrhundert. Handwerkliche Restaurierungen fanden im 14. und 16. Jahrhundert statt. Die Lade mit dem Psalter wurde regelmäßig in die Schlachten getragen und dort gezeigt, um den Kriegern Mut und den Feinden Angst zu machen, dass göttlicher Bestand auf der Seite der O’Donnells bestand. Das Ritual ist dergestalt beschrieben, dass ein Mönch oder ein anderer heiliger Mann, der regelmäßig aus der Familie der McGoarty (Mac Robartaig) kam, mit dem Buch bzw. der Lade, die er auf seinem Rücken trug, dreimal im Uhrzeigersinn um die aufgestellten Krieger ging.
1723 ließ Daniel O’Donnell in Paris an der Lade einiges aus- und verbessern.
Das Cumdach befindet sich seit den 1930er Jahren in der Archäologischen Abteilung im National Museum of Ireland.